# Karta pływacka
Karta pływacka – rodzaj niewymaganego prawem powszechnym, wewnętrznego dokumentu WOPR, poświadczającego umiejętność pływania osoby, której została wydana. Jest w kolorze białym z niebieskim krzyżem w tle. Po zdaniu egzaminu wystawia ją ratownik WOPR w punkcie zdobywania kart pływackich.

## Wymagania
Kartę pływacką może uzyskać osoba, która zda egzamin obejmujący:
- Przepłynięcie w wodzie stojącej dystansu 200 m w dowolny sposób i dowolnym czasie, w tym przynajmniej 50 m stylem grzbietowym albo przepłynięcie z prądem wody 400 m w dowolnym czasie i w dowolny sposób, w tym przynajmniej 100 m stylem grzbietowym.
- Wykonanie skoku do wody z wysokości co najmniej 0,7 m.
- Przepłynięcie pod lustrem wody przynajmniej 5 m w wodzie stojącej lub 15 m z prądem wody – start z wody.

## Obowiązki posiadacza karty pływackiej
Posiadacz karty pływackiej zobowiązany jest:
- Przestrzegać postanowień regulaminów oraz przepisów porządkowych obowiązujących na danym akwenie.
- Podporządkować się zaleceniom organów uprawnionych do kontrolowania.

## Dodatkowe informacje
- Karta pływacka jest ważna bezterminowo.
- Koszt wyrobienia: 40 zł (na terenie całej Polski).
- W przeszłości jej posiadanie było warunkiem kąpieli w miejscach niestrzeżonych oraz uprawniało do żeglowania małymi jednostkami pływającymi (do 7 m² żagla).
- Posiadanie karty pływackiej jest wymagane do podjęcia kursu młodszego ratownika WOPR.
- Kartę pływacką można otrzymać również w formie karty plastikowej.[1]

Karty Pływackie [online], web.archive.org, 28 maja 2023 [dostęp 2024-10-18] [zarchiwizowane z adresu 2023-05-28] (pol.).